# Dreamland (film, 2009)
Pour les articles homonymes, voir Dreamland.
Pour plus de détails, voir Fiche technique et Distribution.
Dreamland est un film australien réalisé par Ivan Sen et sorti en 2009.

## Fiche technique
- Titre : Dreamland
- Réalisation : Ivan Sen
- Scénario, photographie, musique et son : Ivan Sen
- Production : Bunya Productions
- Pays de  production :  Australie
- Durée : 94 minutes
- Date de sortie : Australie - 31 juillet 2009[1]

## Distribution
- Daniel Roberts
- Tasma Walton

## Sélections
- Rencontres internationales du cinéma des antipodes 2010[2]
- Festival international du film de Busan 2010[3]